# Echinosepala tomentosa
Echinosepala tomentosa är en orkidéart som först beskrevs av Carlyle August Luer, och fick sitt nu gällande namn av Alec M. Pridgeon och Mark W. Chase. Echinosepala tomentosa ingår i släktet Echinosepala och familjen orkidéer.
Artens utbredningsområde är Costa Rica. Inga underarter finns listade i Catalogue of Life.